# Damaged Hearts
Damaged Hearts er en amerikansk stumfilm fra 1924 af T. Hayes Hunter.

## Medvirkende
- Mary Carr
- Jerry Devine som David
- Helen Rowland
- Tyrone Power Sr. som Sandy
- Jean Armour som Celia Stevens
- Thomas Gillen som Hugh Winfield
- Edmund Breese
- Effie Shannon
- Rolinda Bainbridge